# Poospiza
Poospiza es un género de aves paseriformes perteneciente a la familia Thraupidae que agrupa a diez especies nativas de América del Sur, donde se distribuyen desde el oeste de Venezuela hasta el centro de Argentina. La mayoría de las especies habita en regiones andinas o adyacencias del oeste del continente, excepto una (P. nigrorufa) que habita en el centro oriental. El género, al demostrarse polifilético, pasó por una gran transformación taxonómica en el año 2016, cuando nueve especies fueron transferidas para otros géneros y cuatro especies anteriormente en otros géneros fueron incorporadas. Sus miembros son conocidas por el nombre común de monteritas o dominiquíes, entre otros.

## Taxonomía

### Etimología
El nombre genérico femenino Poospiza es una combinación de las palabras del griego «poas»: hierba, y «σπιζα spiza» que es el nombre común del pinzón vulgar, vocablo comúnmente utilizado en ornitología cuando se crea un nombre de un ave que es parecida a un pinzón.

### Historia taxonómica y relaciones filogenéticas
El género Poospiza fue creado por el ornitólogo alemán Jean Cabanis en 1847, con Emberiza nigrorufa como especie tipo.
Durante décadas colocado en la familia Emberizidae, este género fue transferido para Thraupidae con base en diversos estudios genéticos, citando Burns et al. 2002, 2003; Klicka et al. 2007 y Campagna et al. 2011. La Propuesta N° 512 al Comité de Clasificación de Sudamérica (SACC) de noviembre de 2011, aprobó la transferencia de diversos géneros (entre los cuales Poospiza) de Emberizidae para Thraupidae.
Estudos genéticos anteriores ya indicaban que el género Poospiza, como entonces definido, era polifiletico. En los años 2010, publicaciones de filogenias completas de grandes conjuntos de especies de la familia Thraupidae basadas en muestreos genéticos, que incluyeron varios marcadores mitocondriales y nucleares, confirmaron que era polifilético, con algunas especies distantes del grupo de las "verdaderas" y que debía restringirse a  Poospiza hispaniolensis, P. rubecula, P. nigrorufa, P. boliviana y P. ornata. Adicionalmente se encontró que especies en otros géneros, las entonces denominada Hemispingus rufosuperciliaris y Hemispingus goeringi, y Compsospiza garleppi y Compsospiza baeri estaban más próximas de aquel grupo. Sobre esta base, Burns et al. (2016) recomendaron:
1. la transferencia de las cuatro últimas especies para Poospiza;
2. la resurrección del género Poospizopsis para Poospiza caesar y P. hypocondria;
3. el reconocimiento de un nuevo género Castanozoster para Poospiza thoracica;
4. la resurrección del género Microspingus para transferir el resto de las especies: Poospiza alticola, P. cabanisi, P. cinerea, P. erythrophrys, P. lateralis, P. melanoleuca y P. torquata.

En la Propuesta N° 730 Parte 08 al SACC se aprobó la transferencia de los dos Hemispingus y de los dos Compsospiza para la nueva configuración del presente género. En las partes 12, 13 y 14 de la misma Propuesta N° 730 se aprobaron los otros cambios descritos.

## Especies
Según las clasificaciones del Congreso Ornitológico Internacional (IOC) y Clements Checklist v.2019, el género agrupa a las siguientes especies con el respectivo nombre popular de acuerdo con la Sociedad Española de Ornitología (SEO):
| Imagen | Nombre científico          | Autor                          | Nombre común                   | Estado de conservación |
| ------ | -------------------------- | ------------------------------ | ------------------------------ | ---------------------- |
|        | Poospiza goeringi          | (P.L. Sclater & Salvin, 1871)  | hemispingo dorsigrís           | NT                     |
|        | Poospiza rufosuperciliaris | (Blake & Hocking, 1974)        | hemispingo cejirrufo           | LC                     |
|        | Poospiza boliviana         | Sharpe, 1888                   | monterita boliviana            | LC                     |
|        | Poospiza ornata            | (Landbeck, 1865)               | monterita canela               | LC                     |
|        | Poospiza whitii            | P.L. Sclater, 1883             | monterita sietevestidos andina | LC                     |
|        | Poospiza nigrorufa         | (d'Orbigny & Lafresnaye, 1837) | monterita sietevestidos        | LC                     |
|        | Poospiza rubecula          | Salvin, 1895                   | monterita pechirrufa           | EN                     |
|        | Poospiza hispaniolensis    | Bonaparte, 1850                | monterita collareja            | LC                     |
|        | Poospiza garleppi          | (Berlepsch, 1893)              | monterita de Cochabamba        | EN                     |
|        | Poospiza baeri             | (Oustalet, 1904)               | monterita de Tucumán           | VU                     |